# Bochum
Bochum är en kretsfri stad i Ruhrområdet i det tyska förbundslandet Nordrhein-Westfalen. Staden har cirka 370 000 invånare. I staden finns bland annat två av biltillverkaren Opels fabriker. En stor del av företagssektorn är inriktad mot elektronik-, kemi- och textiltillverkning.
Där finns också högskoleutbildning för omkring 50 000 studenter i sex högskolor, rymdforskningsinstitut, ett stort antal teatrar och ett antal museer, framför allt med inriktning mot teknik och teknisk produktion.

## Historia
Bochum omtalas första gången år 900 och blev stad 1321. Den var dock en obetydlig småstad fram till industrialiseringen vid mitten av 1800-talet. Omkring 1850 fanns här 5 000 invånare, som 1871 ökat till 21 000, 1900 65 000 och 1925 156 762 invånare. Stora områden inkorporerades i stadsområdet 1926 och 1929 så att staden fick en yta av hela 140 kvadratkilometer.
Under 1800-talet blomstrade gruvindustrin med företag som Bochumer Verein och Friedrich Krupp AG. 1905 klassades som storstad då man hade över 100 000 invånare.
År 1938 sattes synagogan i Bochum i brand i samband med Novemberpogromerna. År 2007 invigdes en ny synagoga i staden. Bochum bombades under andra världskriget och 38 procent av staden förstördes. 
Staden saknade redan före kriget större mängd äldre kulturbyggnader, bland de byggnader som klarade bombningarna var det 1930 uppförda rådhuset.
Efter andra världskriget startades flera kulturinstitutioner i staden. År 1962 grundades Ruhruniversitetet i Bochum.
År 1962 öppnade Opel tre fabriker i Bochum.

## Kommunikationer
- Motorvägar
  - A40 Nederländerna - Duisburg - Bochum - Dortmund
  - A43 Münster - Bochum - Wuppertal
  - A44 Bochum - A45
- Förbundsvägar
  - B51 och B226
- Flyg
  - Dortmund ca 20 km
  - Essen/Mülheim an der Ruhr ca 15 km
  - Düsseldorf ca 50 km

## Utbildning
- Ruhruniversitetet i Bochum

## Sport
- VfL Bochum
- SG Wattenscheid 09

## Kända personer
- Wolfgang Clement (1940–2020), politiker, ministerpresident i NRW, minister i förbundsregeringen
- Manfred Eigen (1927–2019), biofysiker och kemist, Nobelpristagare i kemi 1967
- Herbert Grönemeyer (1956), skådespelare och musiker
- Gershon Kingsley (1922–2019), tysk-amerikansk kompositör av elektronisk musik, bl a "Popcorn" (1969)
- Heinrich Ostermann (1686–1747), rysk politiker, regent för den minderårige tsar Ivan VI
- Otto Schily (1932), politiker, tysk inrikesminister
- Willi Schulz (1938), fotbollsspelare i västtyska landslaget

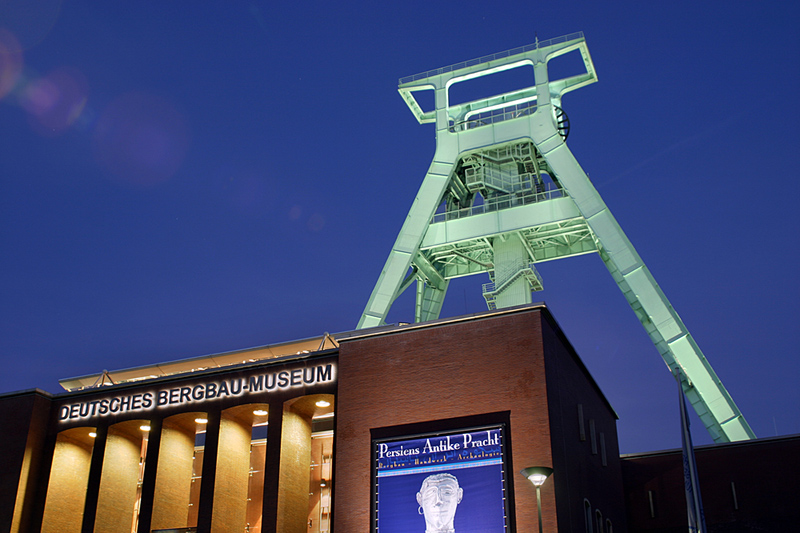
Gruvdriftsmuseum
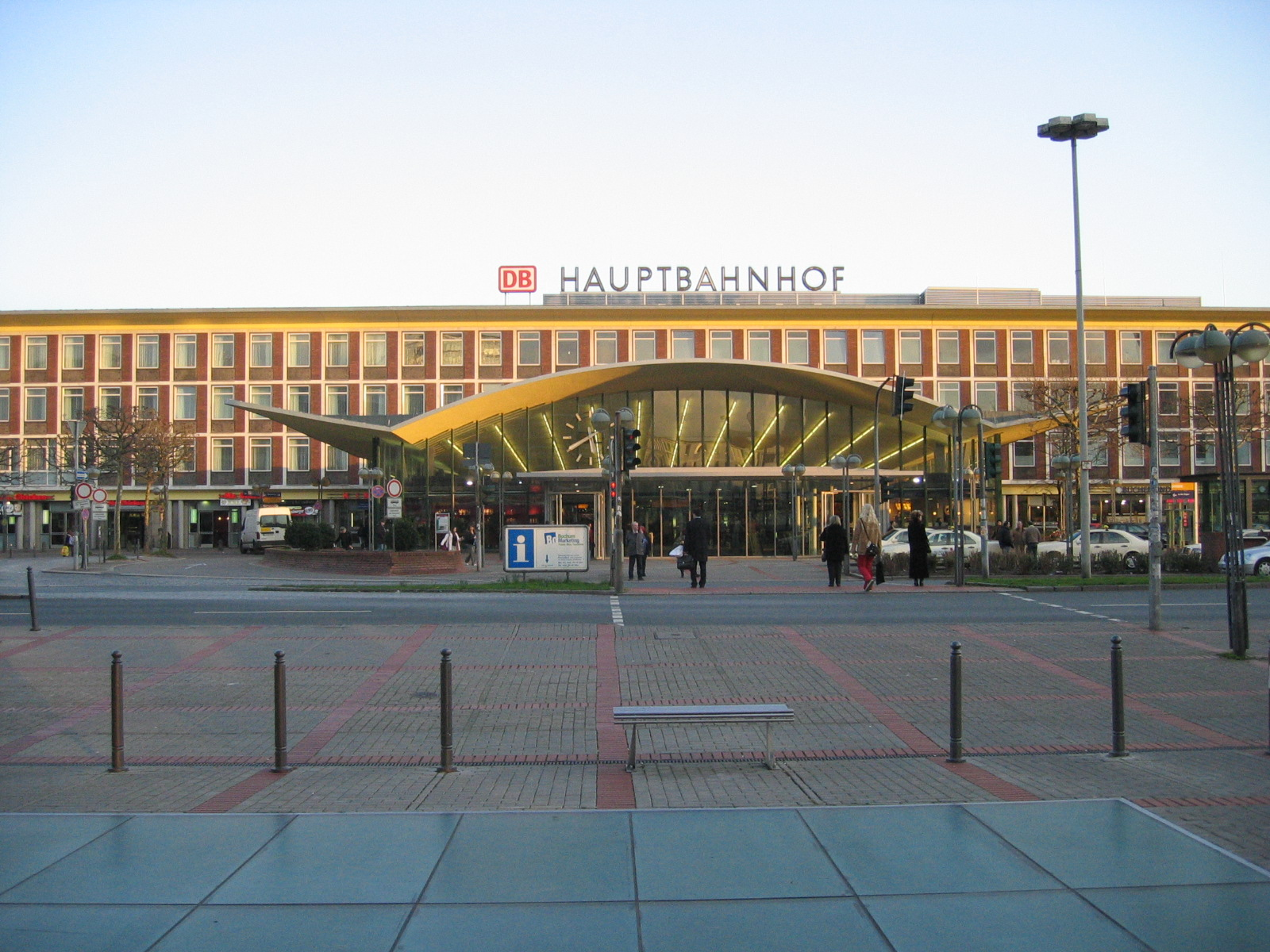
Centralstation
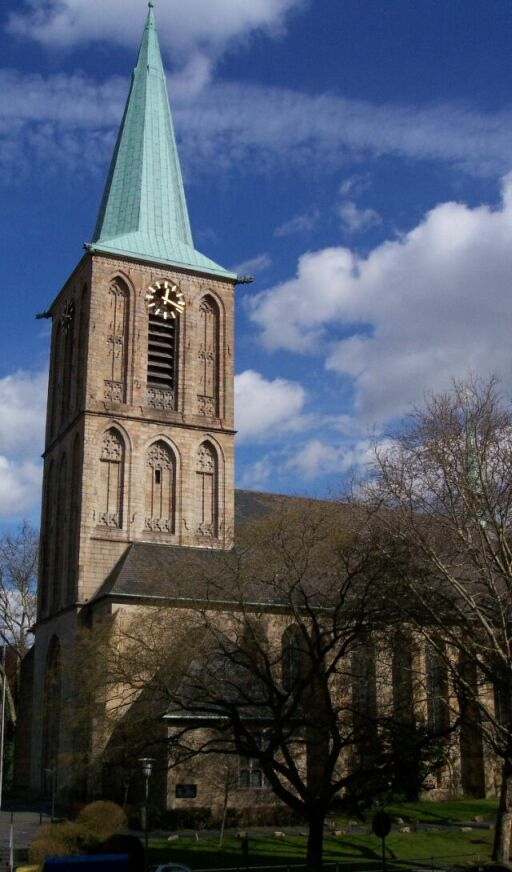
Kyrka St. Peter & Paul